# Volleyball Canada
A Volleyball Canadá  (em inglêsːVolleyball Canada,VC) é  uma organização fundada em 1959 que governa a pratica de voleibol no Canadá, sendo membro da Federação Internacional de Voleibol e da Confederação da América do Norte, Central e Caribe de Voleibol, a entidade é responsável por  organizar  os campeonatos nacionais de  voleibol masculino e feminino no país.